# Distrito de Cajacay
El distrito de Cajacay es uno de los quince distritos de la provincia de Bolognesi ubicada en el departamento de Áncash en el Perú. Limita por el norte con la provincia de Recuay, al este con el distrito de Chiquián y el distrito de Ticllos, al sur con la provincia de Ocros y al suroeste con el distrito de Huayllacayán y el distrito de Antonio Raymondi (que fue escindido de Cajacay en 1962).
Su capital es la localidad de Cajacay, a 2600msn es un poblado con edificaciones modernas. Fue arrazado por completo en el terremoto del 31 de mayo de 1970, posteriormente el área urbana fue rediseñado lo que se mantiene en la actualidad.
En el mes de Mayo (1 al 6) se celebra la festividad del Señor de Chaucayán.

## Toponimia
El nombre de Cajacay derivaría de la voz quechua qahakamuy, "caer la helada de este lado".

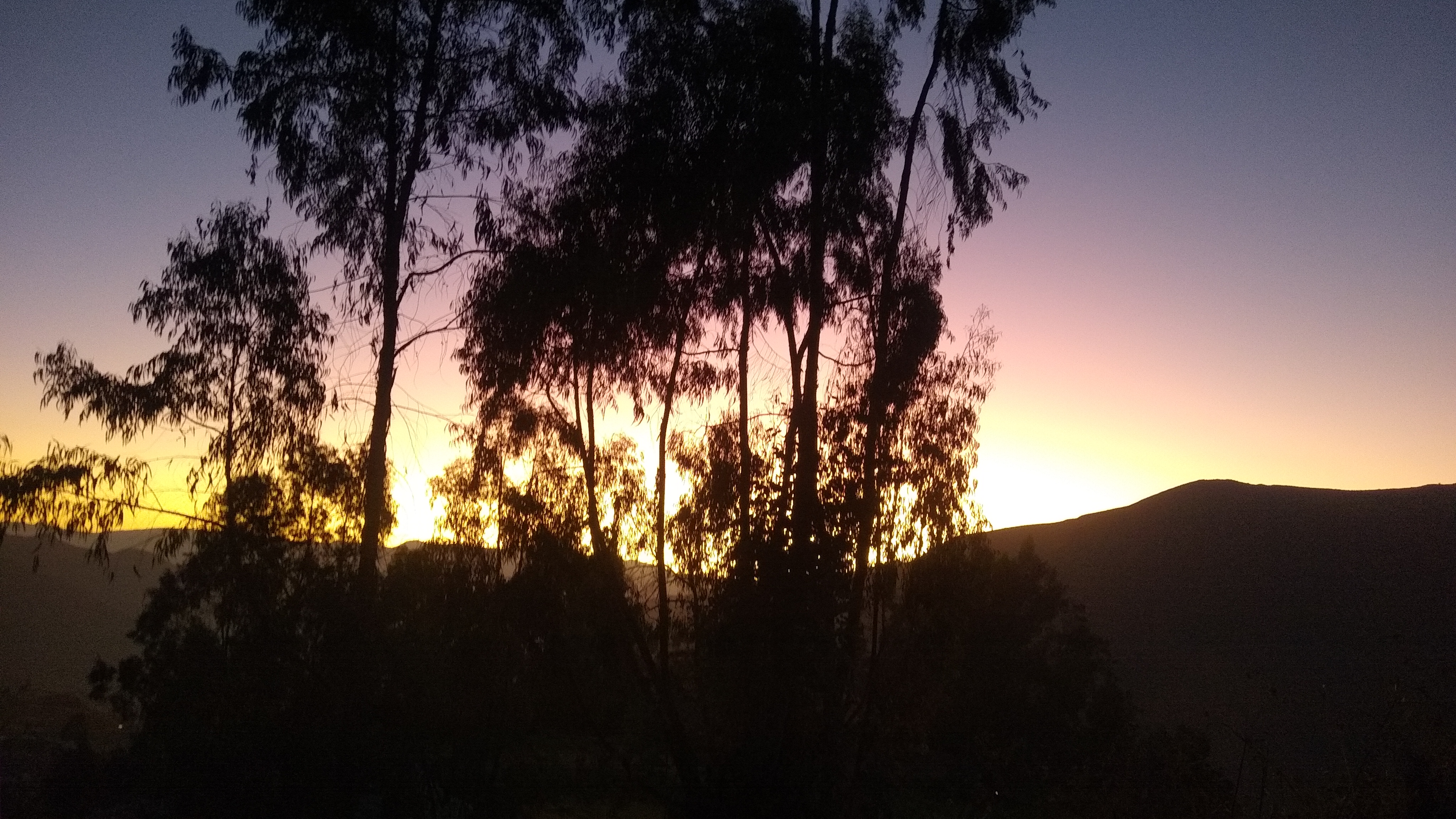
Eucaliptos asombrados

## Historia

### Época preínca
Los primeros habitantes de la provincia de Bolognesi datan de 12,000 a 10,000 años A.C., se ubicaron entre los distritos de Mangas y Acas. Se puede presumir que los pobladores del distrito de Cajacay, por cercanía geográfica, tuvieron relaciones comerciales con los pobladores del valle de Supe, en el cual se encuentra la Ciudad Sagrada de Caral (declarada Patrimonio de la Humanidad por la Unesco el 28 de junio de 2009). Se ha confirmado a través de fechados radio carbónicos que la Ciudad Sagrada de Caral tiene una antigüedad promedio que data de 3000 AC, y que contaba con entre 1,000 y 3,0000 habitantes.

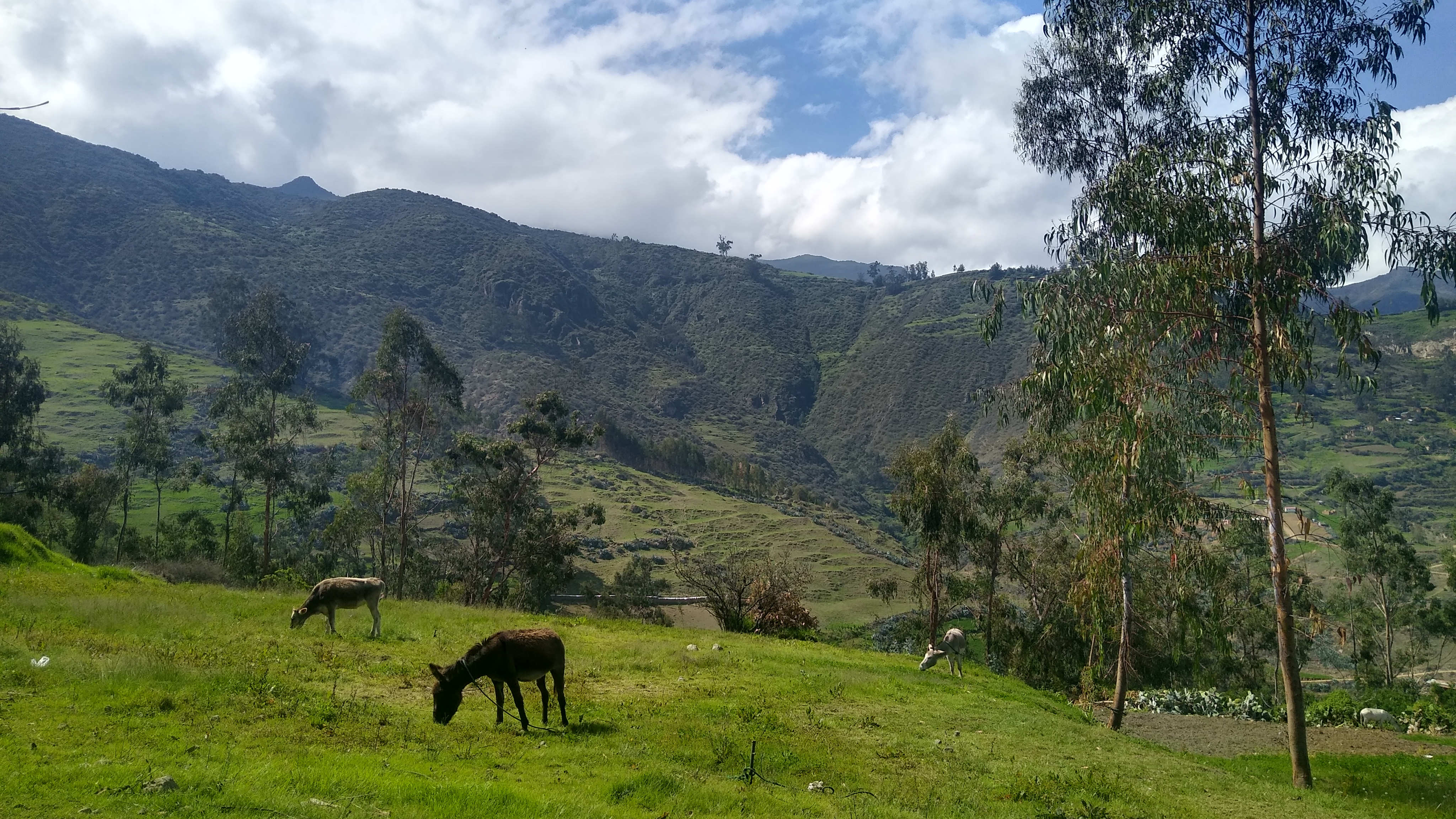
Animales domesticados

En la provincia de Bolognesi existen numerosos vestigios de pueblos con gran actividad en la época pre-inca.
Así, pasaría por encontrarse bajo zona de influencia de la cultura Chavín entre 1,200 A.C. y 500 A.C.; luego de la cultura Recuay entre 200 a. C. y 600 d. C. (Puscan Huaro, Wancar y Pasa Marca), de la cultura Wari entre 500 y 900 d. C.(Mina Pata y nuevamente Pasa Marca). Investigaciones correspondientes al 2001 desecharon las hipótesis de presencia de la cultura Yarowilca (difundida en los años 60 en investigaciones de la universidad Santiago Antúnez de Mayolo), más bien se ha confirmado la presencia de una cultura propia de la zona, que hasta el año 2015 no tenía asignado un nombre asignado, considerándose que esta cultura fue la que se asoció posteriormente con los Incas.
Dentro del distrito de Cajacay se encuentran restos arqueológicos de la cultura mencionada, sendos cementerios correspondientes a la nobleza en Pallpín y Corona-punta, en donde se han extraído chullpas, fardos funerarios y restos fósiles. Además de las ruinas de la ciudadela de Coriparac en San Ignacio de Yamor, pinturas rupestres de Colina, etc (sitios arqueológicos que dejaron de pertenecer al distrito de Cajacay en 1962, pero que forman parte de la zona de influencia de la misma cultura).
Parte de los estudios correspondientes fueron realizados por el historiador peruano Waldemar Espinoza Soriano, además del paso de una expedición de estudiosos franceses en la década de los 70's y la expedición de Pieter Van Dalen Luna en 2001 (quien volvería al distrito vecino de Antonio Raymondi a levantar un catastro de sitios arqueológicos en mayo del 2015).

### Época inca
Luego de la expansión del imperio Inca iniciada por Pachacútec, que gobernó entre 1452 y 1448, y completada por su hijo Tupac Inca Yupanqui, que gobernó entre 1479 y 1488; toda la zona pasó a formar parte de la región del Chinchaysuyo. Así la influencia Inca en la provincia de Bolognesi se evidencia en los ayllus de Mina Pata (Carcas), Wancar (Chiquián), Macpon, Puzcanhuaro, Ventana Ruera, Muchqui Rumi, Cochapata, Huamash, Tullpa Japana (Chiquián).
De esta época proviene el culto a una gran roca ubicada en Huranwai (Cajacay), a la que, según crónicas de Pedro Cieza de León, se le llevaban a las mallquis o momias de los ancestros como señal de respeto. Según consta la zona era conocida como Cashacay (traduciendo del quechua: "lugar donde crecen las pencas").

### Virreinato
La mayoría de los pueblos coloniales del departamento de Áncash fueron fundados por el sistema de reducciones entre 1572 y 1573, para adoctrinarlos y cobrarles tributos, de esta manera es que se produce la fundación española de la villa de San Agustín de Caxacay. Las tierras parceladas de Cajacay fueron donadas por el Inca a los encargados de la evangelización, quienes no sólo se apropiaron de las tierras sino las convirtieron en grandes haciendas. 
No fue tarea fácil la evangelizaión en la zona, dado el arraigado culto a la roca de Cashacay, al punto que los españoles, en su afán de extirpar las idolatrías, partieron la roca en varios fragmentos, buscando demostrar el vano culto. Sin embargo, el efecto fue inverso, pues luego de eso, los fragmentos de la roca sagrada fueron dispersados por la población indígena, con lo que se consiguió multiplicar los símbolos sagrados en la zona y, de paso, aumentar su culto, llamándole a partir de ese momento "padre quemado".
Se sabe que bajo la influencia de los padres Agustinos se consiguió un estatus de relativa importancia en la zona, al punto que fue visitada hasta en 2 oportunidades por Toribio de Mogrovejo, Arzobispo de Lima, trayecto que consigna en los "Libros de Visita" como la doctrina de Caxacay y además el curato de Cajacay pertenecientes a la diócesis de Lima. Y tenemos también los relatos y testimonios detallados de sus acompañantes Bernardino de Almansa, Juan de Vargas, Sancho Dávila, Hernando Martínez y Ramírez Berrio.
En los libros de visita se dejaba un completo registro de la situación de las doctrinas y curatos (estado de los indios, de la iglesia, de los ganados, telares y obras, estadísticas). En donde sobre la visita a la doctrina de Caxacay en 1582 se señala:
«hay 67 indios tributarios y 18 reservados, y 145 de confesión y 185 ánimas, grandes y chicas. Confirmó su Señoría Ilma., la vez pasada, en este pueblo 255 personas, y ahora 22. Hay cerca de este pueblo las estancias siguientes: Una estancia de Alonso de Migolla, que está media legua de este pueblo. Hay 20 personas. Otra estancia» (Rgz. Valencia I,455).

### República
Las guerras por la independencia estuvieron alejadas de Cajacay, aunque el libertador Simón Bolívar tuvo como punto de paso a la cercana, en ese entonces villa, Chiquián.
El 2 de enero de 1857, Ramón Castilla, presidente de la República, promulgó la Ley Transitoria de Elecciones mediante la cual concedió a Cajacay el rango de distrito de la provincia de Cajatambo (que por ley del Congreso de la República, desde el 5 de noviembre de 1851 formaba parte del departamento de Ancash)
En 1882, durante la guerra del Pacífico, una columna de soldados chilenos, que avanzaba por el valle de fortaleza, fue emboscada por los pobladores de Cajacay, en el paraje conocido como Trinchera, al punto que no intentaron más ese mismo paso. El Mariscal Andrés Avelino Cáceres estuvo reclutando soldados y buscando apoyo por la vecina Chiquián.
En 1862, el sabio naturalista italiano Antonio Raimondi, de 38 años, realiza uno de sus tantos viajes al departamento de Ancash, partiendo de la hacienda de Hupaca, en el valle de Pativilca, llega a Chiquián y pasa del flanco oriental de la Cordillera blanca a la banda occidental, llegando a la laguna de Conococha, donde realizó mediciones barómetricas, para luego llegar a Cajacay, desde donde inició una excursión por las cabeceras de los ríos Huarmey, Culebras, Casma y Nepeña. Visitó además el anexo de Colca y se hospedó en Raquia (ambos anexos de Cajacay por aquellos años). Este trayecto consta en su libro.
Antonio Raimondi durante sus 40 años de estadía realiza numerosos viajes de investigación por el Perú, estudiando su geología, geografía, mineralogía, botánica, zoología y etnología. Producto de los cuales escribe "El Perú", considerada su obra cumbre, en donde describe las riquezas naturales que encontró durante sus viajes y está compuesta por varios tomos editados entre 1875 y 1913.

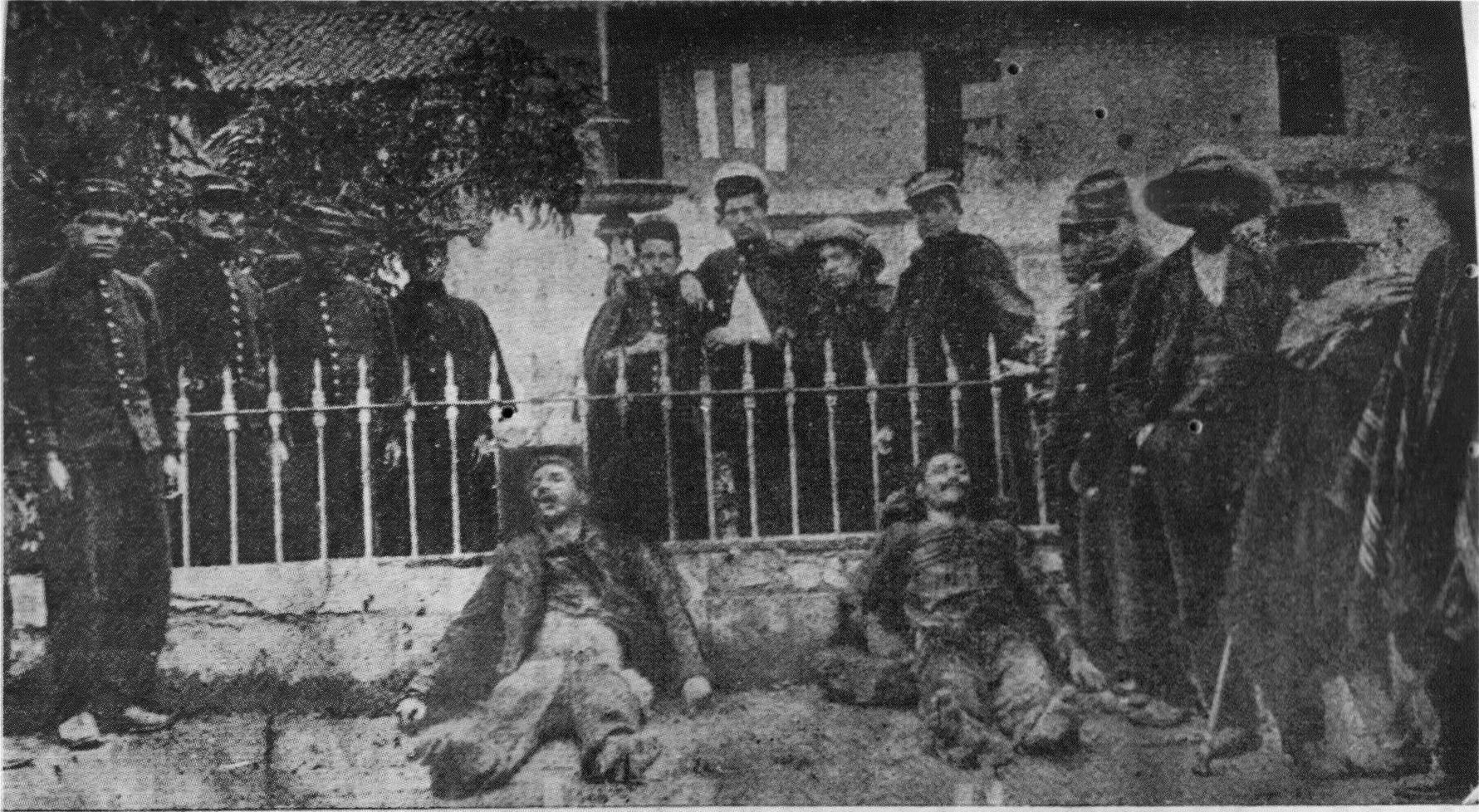
Foto de los cadáveres de Luis Pardo Novoa, perseguido de la ley al tomar justicia por su propia mano y su compañero de correrías, Celedonio Gamarra. Posteriormente fueron convertidos en figuras románticas.

El 22 de octubre de 1903 se crea la provincia de Bolognesi, integrando al distrito de Cajacay (que en ese momento deja de pertenecer a la provincia de Cajatambo), también a los distritos de Chiquián, Aquia, Huasta, Pacllón, Ticllos, Mangas, Acas, Ocros (posteriormente se independiza como provincia), Cochas (posteriormente pasa a ser Distrito de Ocros) y Huayllacayán, señalándose a Chiquián como capital.
Dentro de los límites de Cajacay se dio muerte al bandolero Luis Pardo el 5 de enero de 1909, quien rodeado por sus perseguidores (peones del hacendado Manuel Morán de Cajacay), mató al emisario que le solicitaba su rendición, además de a su propio compadre Celedonio Gamarra por sugerirle lo mismo, prefiriendo lanzarse a las aguas caudalosas del río Tingo (a la altura del puente Chapllán que hoy lleva su nombre) y siendo rematado a tiro de piedras. En el trayecto de traslado del cuerpo por el camino hacia Cajacay cuando descanzaban en Colca Pampa (en el Camino Real a la altura de la primera curva de Colca), la comitiva del gamonal se encuentra con los 50 soldados del sargento Toro Mazote (enviado expresamente desde Lima para capturarlo y que venía bajando de Chiquián), recibiendo de un soldado el disparo de gracia ante la protesta de la muchedumbre que acompañaba el cortejo.
Con la refundación de la Comunidad Campesina de Cajacay en 1928 (fundada en 1700) empieza una larga lucha de reividicación de derechos sobre las tierras en posesión de los terratenientes y gamonales de la época. Sus dos máximos dirigentes, Teófilo Ochoa Gamarra y Erasmo Trinidad Padilla, marcaron los destinos de la misma. En 1932 se toman las Haciendas y en 1948 con la traición de Capellanía la crisis llega a su punto más álgido. Del total de tierras, una porción quedó para la comunidad donde se realizaban trabajos típicos de propiedad comunal utilizando algunas costumbres del Ayllu como tradición que duró hasta los años de 1950 y 1955.
Entre 1939 y 1951, se construyó la carretera antigua de Pativilca a Huaráz, su trazo pasaba a 5 kilómetros de la villa de Cajacay.

En 1962, Fernando Belaúnde Terry, expresidente del Perú, visitó Cajacay durante su campaña para las elecciones presidenciales de ese mismo año, llegó a la tienda del exalcalde Gilberto Trinidad Ochoa conversó con él y le regaló un disco de su campaña, situación novedosa por aquella época, en que no se acostumbraba promover campañas por el interior del país.

### Actualidad
El terremoto del 31 de mayo de 1970 (ver animación), que causó alrededor de 70,000 muertes en el Departamento de Ancash, también afectó a la villa de Cajacay, dejándola totalmente destruida; solo se salvó la Plaza de Armas (construida en 1959 por el alcalde Gilberto Trinidad Ochoa), siendo sus características palmeras fueron testigos de la pérdida de la quinta parte de la población y la totalidad de las casas, además de la antigua iglesia de la congregación agustina.
En julio de 1970, un helicóptero que transportaba ayuda para los damnificados del terremoto, se estrelló en las alturas de Yamor, a 18 km de Cajacay. El gobernador Fidel Ronquillo Padilla, y un grupo de pobladores recuperó y traslado, el motor de la aeronave cargándolo en literas de madera por el camino de Herradura hasta el pueblo con la idea de producir electricidad. Tiempo después la esposa del presidente Velasco Alvarado, enterada de la hazaña , donó un generador de electricidad, Asistiendo a la ceremonia de inauguración de la planta eléctrica,teniendo como alcalde al Sr. Antolín Alarcón Andrade . Convirtiéndose Cajacay en el único pueblo en el valle del Fortaleza en contar con fluido eléctrico.

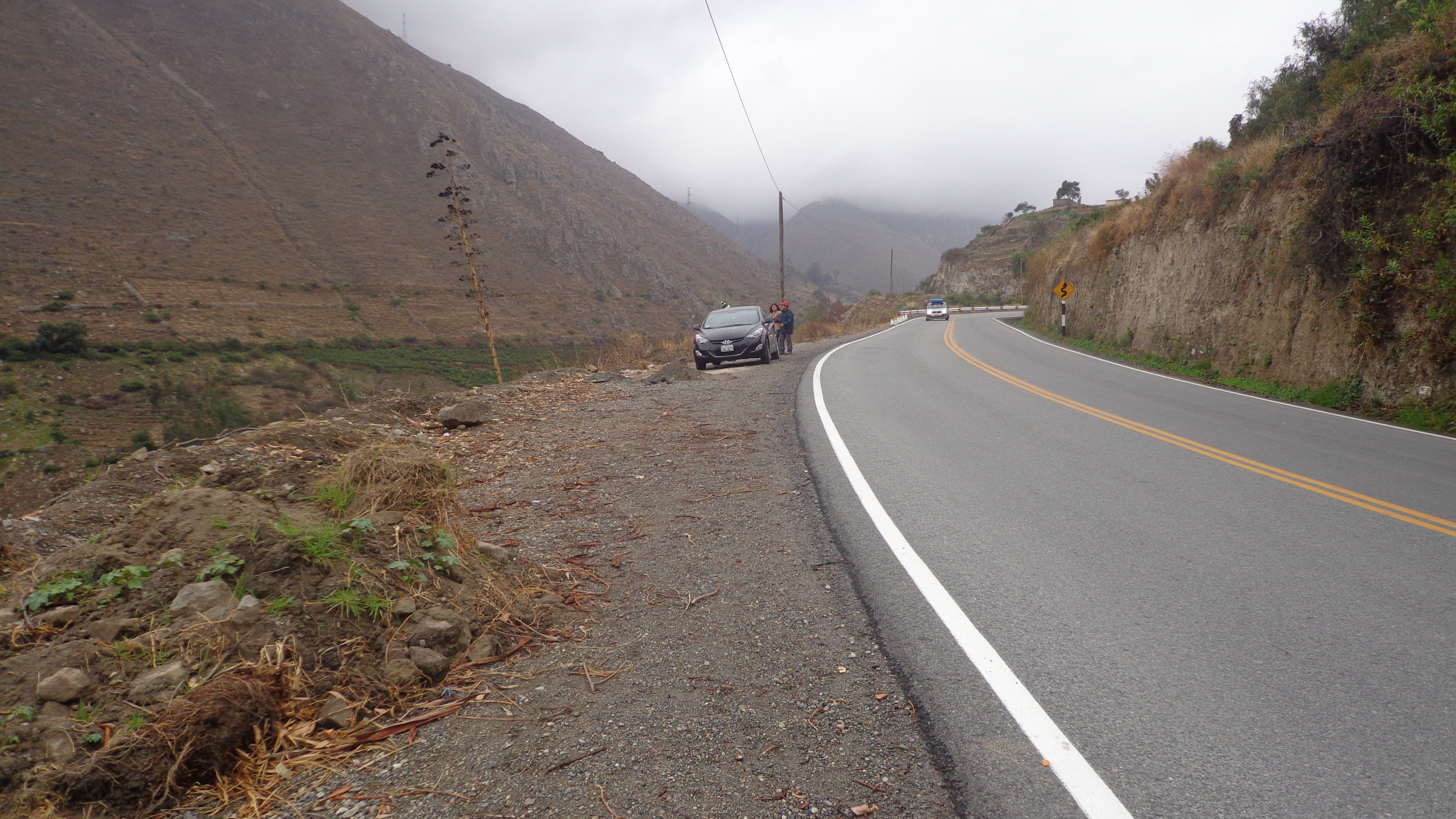

En 1975 se completa el asfaltado de la Vía Nacional Pativilca-Huaráz, con una modificación en el trazo, ahora pasaba por la villa de Cajacay (dejando de pasar por Marca), con lo cual se marcó un hito importante de desarrollo. Sin embargo, Cajacay no se repondría fácilmente, pues había comenzado una masiva migración a la costa (especialmente Lima, Barranca y Paramonga), proceso acentuado con la llegada a la provincia del movimiento terrorista Sendero Luminoso en los primeros años de la década de los 90.
Luego de la eliminación de los movimientos terroristas a mediados de los 90 y con el asentamiento de las grandes empresas mineras, especialmente en el yacimiento de Antamina, es que se entre marchas y contramarchas, se vislumbra la mejora de la infraestructura en la zona.
Sin embargo, las tasas negativas de crecimiento se mantienen desde el terremoto de 1970, para el periodo 2005-2007 se ha registrado una tasa -1.79%.

## Denominación "Tierra o Cuna de Hombres Ilustres"
En 1938, el sabio Santiago Antúnez de Mayolo, en una recepción en su honor en el, abarrotado de gente, local de la Municipalidad de Cajacay, durante su discurso de agradecimiento al recibir las llaves de la Ciudad de parte del alcalde José Morán Trinidad, bautizó a Cajacay como "Tierra o cuna de hombres ilustres".
Debe considerarse que Antúnez de Mayolo llevaba en ese entonces el reconocimiento de la comunidad científica (postuló la existencia de "neutrones" y "positrones" que luego otros científicos confirmarían), había sido elegido congresista en 1931, e incluso venía de concluir los estudios base para la construcción de 3 grandes centrales hidroeléctricas (una de ellas la del Cañón del Pato, vista con simpatía en todo Ancash). 
Y la frase quedó grabada en el imaginario popular, durante más de 50 años daba la bienvenida en el arco de entrada del pueblo.
Pero cuando hablaba de cajacaínos ilustres, no se refería a buenos agricultores, ejemplares padres o prósperos empresarios, sino que como expuso en su alocución, a una generación que a finales del 1800, e inicios de 1900, había logrado preponderante ubicación en la vida política del Perú (no solo en el ámbito del departamento de Ancash).

## Cuencas hidrográficas

Dos ríos cruzan Cajacay, el Tingo y el Pacayhuas, pertenecientes a la cuenca del río Fortaleza.
Sobre esta se ha creado la Mancomunidad del Valle de Fortaleza, a la que pertenecen los distritos de Cajacay, Pararín, Llacllín, Antonio Raimondi, Paramonga, Huayllacayán, Huayllapampa, Marca y Pampas Chico.
Son representadas por sus alcaldes, recayendo la primera presidencia en Joaquín Castillo, Alcalde de Cajacay.

## Fauna

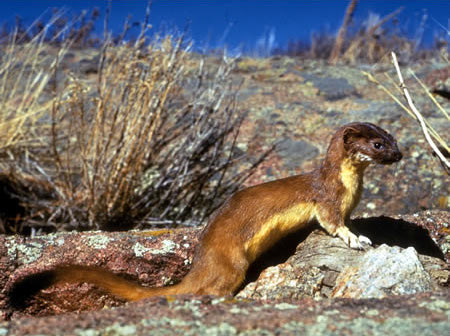
Güeguash similar a los de Cajacay

La comadreja de cola larga o comadreja andina (Mustela frenata) es un mamífero carnívoro de la familia Mustelidae que se caracteriza por su cola larga y peluda, de casi la mitad de longitud que el animal. Localmente se le denomina güeguash.

## Caseríos
- Cachirpayoc
- Colca
- Huarosimpa
- Santa Rosa
- Sequespampa

## Autoridades

### Municipales
- 2015 - 2018[3]
  - Alcalde: John Elisendo Jara Padilla, del Movimiento Regional Juntos por el Cambio.
- 2019 - 2022[3]
  - Alcalde: Juan Manuel Castillo Luna , del Movimiento Regional Rio Santa Caudaloso

## Campamentos mineros
- Huarco

## Unidades agropecuarias
| Ahuayan      | Cashacoto     | Huamarquín  | Poquepampa  | Shillpu  | Vinuc           |
| Barraco      | Chupancayán   | Huarco      | Quenuapata  | Tejawayi | Winchuswachanan |
| Cachirpayoc  | Colca         | Huarosimpa  | Quítap      | Tinya    |                 |
| Cállish      | Colquimarca   | Illau       | Ramada      | Umas     |                 |
| Camaquishqui | Cutatinya     | Mayucancha  | Santa Rosa  | Uñush    |                 |
| Cárhuac      | Garbanzopampa | Pampacancha | Sequespampa | Vado     |                 |